# Klibc
klibc — подмножество стандартной библиотеки Си для использования с initramfs, первоначально разработанная Питером Анвином. Используется в процессе запуска ядра Linux и является частью раннего пользовательского пространства (набор библиотек и программ, которые обеспечивают различные функциональные возможности, которые достаточно важны, но не обязательно запускаются внутри самого ядра).

## Описание
Библиотека klibc была создана при выделении кода из ядра Linux для уменьшения его размера, после чего было создано небольшое приложение kinit, чтобы показать работоспособность механизма. Библиотека намеренно написана для небольшого размера, минимальной запутанности и мобильности, а не скорости.
klibc-это пакет initramfs(временной файловой системы RAM). Кроме того, он имеет набор уменьшенных утилит Unix, которые полезны в раннем пользовательском пространстве : cpio, fstype, mkdir, mknod и другие.